# ¡Quiero bailar!

¡Quiero bailar! fue un programa concurso emitido por TVE en 2008, los sábados a las 22.30, con presentación de Josep Lobató y producido por Gestmusic.

## Formato
Con un formato similar al de Fama ¡A bailar!, de Cuatro, se trata de un concursso en el que partición 16 jóvenes, ocho chicos y ocho chicas, de entre 17 y 31 años, que van siendo eliminados semanalmente hasta llegar a la final con tan solo cuatro concursantes.
El vencedor, junto al premio en metálico consigue la representación de España en el segundo Festival de Eurovisión Eurodance, celebrado en Glasgow.
Josep Lobató, procedente de Cuatro condujo el espacio, siendo los profesores María Torres y Nick Flórez, bailarines y coreógrafos estadounidenses profesionales. 
El jurado estuvo integrado por Cristina Hoyos, Ramón Oller y Belén Lobo.

## Audiencias
| Temporada | Temporada | Episodios | Estreno             | Final               | Audiencia media | Audiencia media | Audiencia media |
| Temporada | Temporada | Episodios | Estreno             | Final               | Espectadores    | Cuota           |                 |
| --------- | --------- | --------- | ------------------- | ------------------- | --------------- | --------------- | --------------- |
|           | 1         | 5         | 14 de junio de 2008 | 12 de julio de 2008 | 632 000         | 7,3%            |                 |

## Primera temporada (2008)
| Temporada 1 |   |                     |                  |
| 1           | 1 | 14 de junio de 2008 | 1 094 000 (9,1%) |
| 2           | 2 | 21 de junio de 2008 | 743 000 (7,4%)   |
| 3           | 3 | 28 de junio de 2008 | 672 000 (6,3%)   |
| 4           | 4 | 5 de julio de 2008  | 297 000 (5,4%)   |
| 5           | 5 | 12 de julio de 2008 | 352 000 (8,4%)   |